# Владимирский-Буданов, Михаил Флегонтович
Михаи́л Флего́нтович Влади́мирский-Буда́нов (15 (27) мая 1838—24 марта (6 апреля) 1916) или (11 (23) мая 1838—25 марта (7 апреля) 1916) — российский историк, доктор русской истории, ординарный профессор истории русского права в Киевском университете Святого Владимира. Представитель российской школы государствоведения.

## Биография
Сын сельского священника. Учился в Венёвском духовном училище, в Тульской духовной семинарии (вып. 1857) и три года в Киевской духовной академии. С последнего курса академии в 1860 году ушёл и поступил в Киевский университет Святого Владимира — на историко-филологический факультет, где окончил курс в 1864 году со степенью кандидата. Был оставлен стипендиатом для приготовления к профессорскому званию и, одновременно, в этом же году поступил на педагогические курсы, открытые при киевских гимназиях. В 1865 году сдал магистерский экзамен.
Национальное движение, происходившее в юго-западном крае, и общеславянские идеи, занимавшие южно-русскую интеллигенцию, обратили внимание Владимирского-Буданова на польское право сравнительно с общеславянским. На основании неизданных актов Киевского центрального архива, он написал и защитил в 1869 году диссертацию «Немецкое право в Польше и Литве» (1868), за которую кроме степени магистра получил Уваровскую премию.
В течение года находился за границей, где прослушал почти полный курс лекций известных правоведов Вангерова и Блюнчли; при возвращении в Россию в Кёнигсберской университетской библиотеке познакомился с рядом изданий немецко-польского городского права. С 1870 года начал читать в Ярославском юридическом лицее в должности экстраординарного профессора общий курс по истории русского права, в который включил западно-русское право. В это время он предпринял издание своей «Хрестоматии по истории русского права», руководствуясь мыслью сделать доступными для студентов необходимые источники (вып. 1—3, Ярославль, 1872—1875). Темой его докторской диссертации послужило отношение государства к народному образованию в России со времён Петра I (Ярославль, 1874. — Ч.1). После защиты диссертации «Государство и народное образование в России с XVII в.» в Харьковском университете в мае 1874 года был утверждён в степени доктора русской истории.
В мае 1875 года назначен ординарным профессором Киевского университета по кафедре истории русского права, где читал лекции до 1915 года.
С 1882 года был главным редактором в Киевской временной комиссии для разбора древних актов, а в 1887—1893 годах — председателем Исторического общества Нестора-летописца, действительным членом которого был с 1875 года.
М. Ф. Владимирский-Буданов поместил ряд критических статей в «Киевских университетских известиях» и в «Сборнике Государственных знаний», а с 1887 года руководил изданием «Актов о заселении юго-западной России» («Архив юго-западной России», ч. VII). К первому тому этого издания, составленному профессором Антоновичем, Владимирский-Буданов написал предисловие, а второй том был составлен им полностью.

## Труды
Главнейшие труды М. Ф. Владимирского-Буданова, кроме упомянутых:
- «Государство и народное образование в России с XVII века» (СПб., 1874)
- «Земские соборы в Московском государстве», по поводу статьи В. И. Сергеевича в «Сборнике госуд. знаний» («Киев. унив. изв.» 1875);
- «Об обязательности народного образования в России» («Педагог. музей», 1876);
- «Уложение и Литовский статут», по поводу «Истории кодификации» проф. Пахмана («Сборн. госуд. знаний», т. VI).
- «Неизданные законы юго-западных славян. Законник гор. Каствы и закон общины Вепринской» («Жур. Мин. нар. просв.», 1881);
- «История Императорского университета св. Владимира», т. I: Университет св. Владимира в царствование императора Николая Павловича (Киев, 1884);
- Обзор истории русского права. — 7-е изд. — Киев: Изд. кн. м-на Н. Я. Оглоблина, 1915. — VI, 699 с.
- «Передвижение южно-русского населения в эпоху Богдана Хмельницкого» («Киевская старина», 1888, 7);
- «Черты семейного права Западной России» («Чтение в Ист. обществе Нестора летописца», кн. IV, Киев, 1890);
- «Формы крестьянского землевладения в литовско-русском государстве XVI в.» («Киевский сборник в помощь пострадавшим от неурожая», Киев, 1892).

Полный список трудов см. в «Биографическом словаре профессоров и преподавателей Императорского университета св. Владимира» (под ред. В. С. Иконникова, Киев, 1884).